# Revertuncaria
Revertuncaria là một chi bướm đêm thuộc phân họ Tortricinae của họ Tortricidae.

## Các loài
- Revertuncaria spathula Razowski, 1986